# R3000

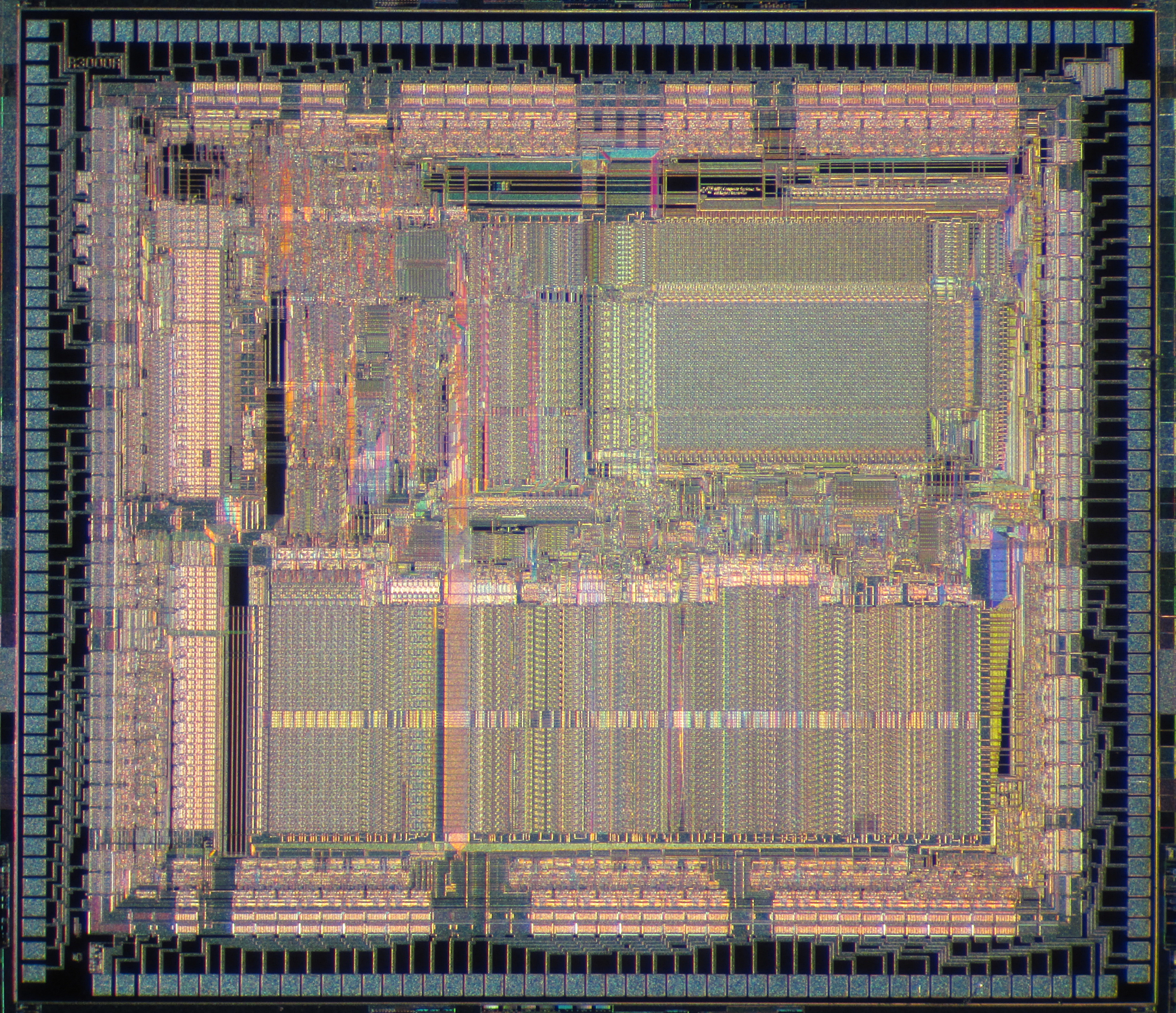
Снимок кристалла MIPS R3000A

R3000 — 32-разрядный микропроцессорный комплект с архитектурой RISC, разработанный компанией MIPS Technologies и реализующий архитектуру набора команд MIPS I. Комплект был представлен в июне 1988 года, это была вторая реализация архитектуры MIPS, пришедшая на смену микропроцессорному комплекту R2000 в качестве флагманской. Был доступен с тактовыми частотами 20, 25 и 33,33 МГц.
Набор команд MIPS I содержит меньшее число команд, чем наборы команд других процессорных архитектур того времени, таких как 80x86 или 680x0, поскольку включает только наиболее часто используемые команды и поддерживает ограниченное число режимов адресации памяти. Фиксированная длина команд, наличие всего трёх форматов команд и небольшое общее число команд значительно упрощают их декодирование и выполнение. Для дальнейшего повышения быстродействия процессор использует 5-стадийный конвейер. Наличие конвейера позволяет процессору R3000 выполнять команды со скоростью до 1 команды за такт.
Архитектура MIPS предусматривает до четырёх сопроцессоров. Одним из таких сопроцессоров является управляющий процессор, содержащий буфер ассоциативной трансляции и блок управления памятью, необходимые для аппаратной поддержки виртуальной памяти. Управляющий процессор входит в состав микропроцессора R3000 как дополнение к процессорному ядру. Помимо управляющего процессора к R3000 может быть подключён внешний математический сопроцессор R3010 и два внешних дополнительных сопроцессора.
Микропроцессор R3000 не содержит встроенного кэша первого уровня. Вместо этого на кристалле процессора размещен контроллер, управляющий раздельными внешними кэшами данных и команд. Размер каждого из внешних кэшей может достигать 256 Кбайт. Микропроцессор может обращаться к обоим кэшам в одном и том же машинном цикле.
R3000 является развитием микропроцессорного комплекта R2000 с незначительными улучшениями, включающими больший буфер ассоциативной трансляции и более быстрые шины к внешним кэшам. Кристалл R3000 содержит 115 тыс. транзисторов и имеет площадь 48 мм2 (75000 мил2). Компания MIPS Technologies не имеет собственных производственных мощностей (бесфабричная компания), поэтому производство R3000 осуществлялось её партнерами, включая Integrated Device Technology, LSI Logic, NEC Corporation, Performance Semiconductor и другими. Микропроцессорный комплект выпускался по технологии КМОП 1,2 мкм с двумя слоями межсоединений.

## Применения
Микропроцессорный комплект R3000 оказался успешным и применялся многими компаниями в рабочих станциях и серверах:
- Ardent Computer
- DEC для рабочих станций DECstation и многопроцессорных серверов DECsystem
- Evans & Sutherland в рабочих станциях серии Vision (ESV)
- MIPS Technologies в рабочих станциях и серверах под управлением операционной системы MIPS RISC/os
- NEC в рабочих станциях RISC EWS4800 и серверах UP4800
- Prime Computer
- Pyramid Technology
- Seiko Epson
- Silicon Graphics в рабочих станциях Professional IRIS, Personal IRIS и Indigo, а также многопроцессорных системах визуализации Power Series
- Sony в игровых приставках PlayStation и PlayStation 2, рабочих станциях Sony NEWS, а также игровом автомате Bemani System 573 Analog
- Tandem Computers в отказоустойчивых серверах NonStop Cyclone/R и CLX/R
- Whitechapel Workstations в рабочей станции Hitech-20
- Эмуляция набора команд использовалось в проекте запуска ядра линукса на intel4004 как самый простой набор команд из поддерживаемых ядром линукса

Специальная радиационно-стойкая версия микропроцессора использована в межпланетном зонде Новые горизонты.
R3000 также использовался во встраиваемых системах, требующих высокой производительности, а когда из-за прогресса в технологиях его производительность стала недостаточной, он нашёл применение во встраиваемых системах начального уровня. Ряд компаний, таких как LSI Logic, создали производные решения на базе R3000 специально для встраиваемых систем.
Процессоры, созданные на базе R3000 не для встраиваемых применений:
- R3000A — следующая разработка компании MIPS Technologies, представленная в 1989 году. Тактовые частоты 20, 25, 33 и 40 МГц.
- PR3400 — разработка компании Performance Semiconductor, представленная в мае 1991 года. Тактовые частоты 25, 33 и 40 МГц. На одном кристалле размещены микропроцессор и сопроцессор Performance Semiconductor PR3000A и PR3010A.

Процессоры, созданные на базе R3000 для встраиваемых применений:
- 1890ВМ2Т — микропроцессор с тактовой частотой 90 МГц, разработанный в НИИСИ РАН. Производится по техпроцессу 0,35 мкм.
- PR31700 — микроконтроллер с тактовой частотой 75 МГц, созданный компанией Philips Semiconductors. Производится по техпроцессу 0,35 мкм и упаковывается в 208-выводный корпус типа LQFP. Использует источник питания напряжением 3,3 В и имеет мощность рассеивания 0,35 Вт.
- RISController — семейство дешёвых микроконтроллеров от компании IDT. Выпускаются модели R3041, R3051, R3052 и R3081.
- TX3900 — микроконтроллер от компании Toshiba.
- Mongoose-V — радиационно-стойкий микропроцессор с тактовой частотой 10-15 МГц для бортовых компьютеров космических аппаратов. Используется в межпланетном зонде «Новые горизонты» и других космических аппаратах.